# 398

398(삼백구십팔)은 397보다 크고 399보다 작은 자연수다.

## 수학
- 합성수로, 그 약수는 1, 2, 199, 398이다. 진약수의 합은 202이므로, 398은 부족수다.
  - 126번째 반소수다. 앞의 반소수는 395, 다음 반소수는 403이다.
- {\displaystyle 398=3^{2}+10^{2}+17^{2}}
  - 공차가 7인 세 자연수의 제곱합으로 나타낼 수 있는 수다. 이 성질을 지닌 앞의 수는 341, 다음 수는 461이다.
- {\displaystyle 93^{6}-1}은 398로 나누어떨어진다.

## 과학
- NGC 398(영어판): 물고기자리 방향에 있는 렌즈형은하.

## 교통
- 일본 398번 국도(일본어판): 미야기현 이시노마키시에서 아키타현 유리혼조시까지 이어지는 일본의 국도.
- 현도 제398호선

## 군사
- U-398(영어판): 제2차 세계 대전에 사용된 나치 독일의 군용 잠수함.

## 문화유산
- 대한민국의 보물 제398호: 월인천강지곡 권상 (해제)[a]
- 대한민국의 사적 제398호: 단양 수양개 유적

## 기타
- 연도: 398년, 기원전 398년